# دادگاه ضدتروریسم در پاکستان
دادگاه ضدتروریسم در پاکستان (اردو: عدالت انسداد دہشتگردی) (ATC) تحت حکومت نواز شریف برای مقابله با موارد تروریستی در پاکستان تأسیس شد.

## ۱۹۹۷ تأسیس و اصلاح آن
این قانون توسط قانون ضدتروریستی ۱۹۹۷ تأسیس شد که در ۲۴ اکتبر ۱۹۹۸ توسط حکم ضد تروریستی (اصلاحیه) به موجب قضاوت دیوان عالی (مرحام علی علیه فدراسیون پاکستان ۱۹۹۸) اصلاح شد و اکثر مواد قبلی آن را غیرقانونی اعلام کرده‌است. زمان کوتاهی پیش از کودتای پرویز مشرف، حکم مقررات ضد تروریسم پاکستان در ۲۵ اوت ۱۹۹۹ توسط شریف به تصویب رسید که قانون ضد تروریستی را در تمام کشور قابل اجرا می‌کرد.

## دادگاه ضدتروریسم تحت فرمان عمومی پرویز مشرف
پس از کودتای ۱۹۹۹ پرویز مشرف، نواز شریف توسط ATC محاکمه و به زندان ابد محکوم شد و در سال ۲۰۰۰، که بعداً به تبعید تغییر یافت.
دادگاه ضدتروریسم پاکستان در سال ۲۰۰۶، «کامران عاطف»، یکی از اعضای جنبش «حرکت المجاهدین العالمی» که در سال ۲۰۰۲ قصد ترور مشرف را داشت، به اعدام محکوم کرد و دو سال بعد از آن دستگیر شد.
پس از استعفای مشرف در سال ۲۰۰۸، یک مهلت قانونی برای مجازات اعدام اعمال شده‌است، هر چند که به طور کامل رعایت نمی‌شود.